# 哈姆林 (紐約州普查規定居民點)
哈姆林（英語：Hamlin）是位於美國紐約州門羅縣的普查規定居民點。

## 人口
根據2020年美國人口普查的數據，哈姆林的面積為19.90平方千米，皆為陸地。當地共有人口5177人，而人口密度為每平方千米260.15人。